# Demetre Anastassakis
Demetre Basile Anastassakis (em grego:  Δημήτρης Βασίλης Αναστασάκης) (Atenas, 23 de abril de 1948 — Rio de Janeiro, 27 de julho de 2019) foi um arquiteto, professor e urbanista greco-brasileiro que atuou especialmente na área de habitação de interesse social. Foi presidente da seção do estado do Rio de Janeiro do Instituto de Arquitetos do Brasil (IAB) de 1994 a 1995 e presidente o IAB nacional entre 2004 e 2006. Recebeu a distinção de Arquiteto do Ano concedida pela Federação Nacional de Arquitetos e Urbanistas em 2006. Devido ter nascido na Grécia, era comumente chamado pelo apelido de Grego.

## Biografia
Demetre nasceu em Atenas, na Grécia, em 1948. Mudou-se com sua família para Nova Iguaçu, no estado do Rio de Janeiro, aos 8 anos de idade, em 1956. Formou-se em arquitetura pela Universidade Federal do Rio de Janeiro (UFRJ) em 1973, pós-graduando-se em planejamento urbano e regional pelo COPPE em 1975. Foi preso durante a ditadura militar brasileira por sua vinculação ao Partido Comunista do Brasil. Por sua origem, o arquiteto também era chamado pelo apelido de Grego.

## Atuação profissional
Como arquiteto, Demetre atuou por escritório próprio e também fundou e liderou um coletivo de arquitetos e urbanistas chamado Co.Opera.Ativa. De 2009 até seu falecimento atuou em parceria com sua companheira de vida, Cláudia Pires, atuando em projetos de habitação e produzindo teses com foco em política urbana e moradia.
Por suas contribuições à arquitetura recebeu, em 2006, o prêmio de Arquiteto do Ano concedido pela Federação Nacional de Arquitetos e Urbanistas.

### Co.Opera.Ativa
O coletivo Co.Opera.Ativa foi criado em 1989 e contava com 23 cooperados, tendo, além de arquitetos, um sociólogo, um economista, um filósofo, dois engenheiros e dois designers. O grupo participou e venceu diversos concursos de projeto, tendo executado habitações de interesse social no Rio de Janeiro, São Paulo, Salvador e Petrópolis, entre outros.

### Escritório próprio
No total, Demetre elaborou e executou projetos totalizando cerca de 15 mil unidades habitacionais construídas. Atuou em diversos projetos de urbanização de favelas, dentre os quais a Vila Nova Peinha, em São Paulo, e a Vila do João, no Rio de Janeiro. Esse projeto, realizado na Vila do João, recebe algumas críticas devido os seus executores não terem dialogado muito com a população local sobre o que seria executado; portanto, não tendo tal interação, alguns pontos do projeto não foram bem vistos e compreendidos pela comunidade.
Envolveu-se em diversos projetos dos programas Favela-Bairro e Rio-Cidade. Como planejador urbano, envolveu-se no desenvolvimento de diversos planos diretores de municípios da Região Metropolitana do Rio de Janeiro, no âmbito do programa Habitar Brasil, do BID.
Na Gamboa, bairro da área portuária da cidade do Rio de Janeiro, Demetre Anastassakis e sua esposa Claudia Mello projetaram para a iniciativa privada o condomínio "Moradas da Saúde", tido como pioneiro na revitalização daquela região. A concepção era ter moradias próximas as áreas centrais para que as pessoas não demandassem muito tempo no deslocamento até o seu local trabalho. Anastassakis empenhou-se tanto no projeto, que ali passou a residir até a sua morte, em 2019.

## Atuação institucional
Como professor, lecionou tanto no no Rio de Janeiro, quanto nas Minas Gerais.
Anastassakis presidiu o a seção estadual do Rio de Janeiro do Instituto de Arquitetos do Brasil (IAB) no biênio 1994-1995. Neste período foi designado chefe da representação brasileira na reunião Programa das Nações Unidas para os Assentamentos Humanos (ONU-Habitat) em Istambul.
Enquanto presidente do IAB-RJ, Demetre colaborou com a Prefeitura do Rio de Janeiro através do seu então Secretário de Planejamento, o também arquiteto Luiz Paulo Conde, no desenvolvimento do programa Favela-Bairro, que promoveu concursos para projetos de intervenções e melhorias em mais de 300 favelas da cidade.
Demetre presidiu o IAB nacional de 2004 a 2006, tornando-se, a partir daí, membro vitalício de seu Conselho Superior. Exerceu cargos públicos, com destaque para as cidades de São João de Meriti e Nova Iguaçu, e no estado do Rio de Janeiro.

## Projetos notáveis
Dentre os projetos em que atuou, se destacam:
| Título                                                                       | Ano       | Cidade         | Estado         |
| ---------------------------------------------------------------------------- | --------- | -------------- | -------------- |
| “Conjunto Habitacional São Francisco - Setor VIII”                           | 1992      | São Paulo      | São Paulo      |
| “Reurbanização da Maré” (incorporado ao "Programa Favela-Bairro")            | 1993      | Rio de Janeiro | Rio de Janeiro |
| “Moradas da Saúde" (incorporado, depois, ao projeto "Porto Maravilha")       | 1996-2008 | Rio de Janeiro | Rio de Janeiro |
| “Centro Histórico de Salvador" (incorporado ao PAR-BID "Programa Monumenta") |           | Salvador       | Bahia          |
| “Novos Alagados”                                                             | 2003      | Salvador       | Bahia          |
| “Cidade de Deus - Tijolinho”                                                 |           | Rio de Janeiro | Rio de Janeiro |
| “Conjunto Bento Ribeiro Dantas”                                              |           | Rio de Janeiro | Rio de Janeiro |
| “Conjunto Barro Vermelho ”                                                   |           | Rio de Janeiro | Rio de Janeiro |
| “Retrofit Asdrúbal do Nascimento”                                            | 2019      | São Paulo      | São Paulo      |
| “PAR Jacutinga”                                                              |           | Mesquita       | Rio de Janeiro |

## Prêmios e reconhecimento
Entre indicações e premiações, destacam-se:
| Título                                                      | Ano  | País                  |
| ----------------------------------------------------------- | ---- | --------------------- |
| “Concurso de Projetos para o Mutirão Jardim São Francisco”  | 1989 | São Paulo, · Brasil   |
| “Projeto de Novos Alagado”, Bienal de Veneza                |      | Veneza, · Itália      |
| “Prêmio do Habitat da Federação Panamericana de Arquitetos” | 2009 | Montevidéu, · Uruguai |
| “II Habitat” da ONU                                         | 1996 | Istambul, · Turquia   |